# Ренді Шугарт

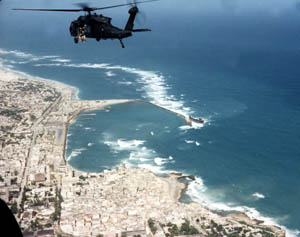
Вертоліт MH-60 «Блек Хок» (позивний «Супер-64») над узбережжям Сомалі, один з двох, що були збиті 3 жовтня

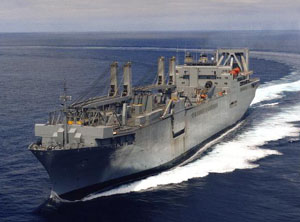
Транспортний корабель військово-морських сил США USNS «Шугарт», названий на честь сержанта першого класу Ренді Шугарта

Рендалл «Ренді» Девід Шугарт (англ. Randall 'Randy' David Shughart) (13 серпня 1958, Лінкольн, Небраска — 3 жовтня 1993, Могадишо) — американський військовослужбовець, сержант першого класу сил спеціальних операцій армії США, снайпер 1-го загону спеціальних операцій «Дельта», кавалер Медалі Пошани (посмертно).

## Біографія
Рендалл Шугарт народився 13 серпня 1958 року в родині військовослужбовця ВПС США у містечку Лінкольн, штат Небраска, де батько проходив військову службу. Після завершення його служби сім'я переїхала до Н'ювілль, Пенсільванія. 1976 року після закінчення школи Шугарт вступив до лав армії США, де отримав базову і додаткову піхотну підготовку, закінчив повітряно-десантну школу і школу рейнджерів, служив в 2-му батальйоні 75-го полку рейнджерів. Надалі він покинув службу і записався знов, щоб бути прийнятим в елітний підрозділ армійського спецзагону «Дельта».

### Спецоперація в Могадишо
У серпні 1993 року сержант першого класу Шугарт разом з товаришами був відправлений до Могадишо (Сомалі) у складі оперативної групи рейнджерів, що отримали завдання ловлення лідера одного з місцевих угрупувань польового командира Мохаммеда Айдіда.
3 жовтня 1993 він, брав участь в черговому рейді, входячи до складу групи снайперів. Група, на чолі з майстром-сержантом Гері Гордоном, сержантами першого класу Ренді Шугартом та Бредом Халлінгсом здійснювали прикриття з повітря, перебуваючи на борту вертольота, що баражував у повітрі над районом проведення спеціальної операції наземними підрозділами.
У ході рейду американські війська несподівано зіткнулися із запальним опором сомалійських бойовиків, що значно переважали їх чисельністю. Вертоліт MH-60 «Чорний яструб» повітряного управління спеціальною операцією з кодовим позивним «Супер-61» (англ. Super Six One) був збитий з землі вогнем ручного протитанкового гранатомету РПГ-7 та впав у місті. Після того, як був збитий другий вертоліт MH-60 «Чорний яструб» з кодовим позивним «Супер-64» (англ. Super Six Four,), що пілотував Майкл Дюрант, ситуація повністю вийшла з-під контролю, оскільки у командувача операцією вже не було ані бойової пошуково-рятувальної команди, щоб витягнути 4-х поранених вертолітників з-під вогню, ані резервів, щоб забезпечити безпеку екіпажу ще одного збитого вертольота.
Гордон двічі запитував дозволу у командування операцією на висадку його та Ренді Шугарта біля уламків другого вертольота для охорони важкопоранених пілотів збитого вертольоту до підходу наземних сил. З командного центру відповіли відмовою і наказали працювати по наземних цілях з повітря. У вертольоті прикриття усі розуміли, що обороняти збитий «Супер-64» в таких умовах з повітря неможливо, і що якщо озброєний натовп бойовиків прорветься, то навіть тіла мертвих спіткає страшна доля, не говорячи вже про тих, що вижили. Гордон і Шугарт повторно запрошують дозвіл на висадку, повідомляючи в центр, що це єдиний спосіб обороняти збитий вертоліт. Вони фактично беруть на себе відповідальність за це рішення, і цього разу з центру відповідають добром.
О 16:42 їх висаджують біля збитого «Супер-64», снайпери витягнули з кабіни пілотів, що вижили, а потім організували кругову оборону, удвох захищаючи екіпаж від сотень озброєних бойовиків. З'ясувалося, що Дюран і Франк зламали при падінні ноги, а також отримали декілька поранень. Сержант першого класу Бред Халлінгс залишився на борту вертольоту, прикриваючи їх з повітря вогнем кулемету.
Навряд чи снайпери з «Дельта» вважали, що зможуть стримувати озброєний натовп нескінченно довго. Але в той момент було зрозуміло, що без їх підтримки у потерпілого крах екіпажу не було жодного шансу. Гордон і Ренді Шугарт мужньо билися, але варто було їм відбити одну хвилю нападаючих, за нею відразу слідувала інша.
В цей час колона з трьох машин з бійцями групи «Дельта» і рейнджерами намагалася пробитися на допомогу до них, але продираючись з боєм через численні барикади на вулицях міста, сама потрапила в засідку. Щоб пробитися до вертольота Дюранта їм довелося розділитися на дві групи. Бійці «Дельта» вирушили до вертольота пішки, а транспортна колона з рейнджерами стала шукати об'їзні дороги. Піша група бійців «Дельта» першими підійшла на місце падіння, де тримали оборону спецназівці, але було надто пізно.
О 17:40 незважаючи на героїчні зусилля снайперів «Дельти» захистити поранених пілотів велика група бойовиків оточила льотчиків і знищила їх. Вцілів лише Майкл Дюран, якого врятувала від смерті «міліція Айдіда», захопивши в полон для обміну на прибічників Айдіда, що перебували у в'язниці. Гері Гордон і Ренді Шугарт загинули, їх розтерзані тіла натовп, що біснувався, протягнув по вулицях Могадишо.

### Наслідки
Офіційно вважається, що Рендалл Шугарт загинув першим, проте Марк Боуден у книзі «Падіння „Чорного яструба“» висуває припущення, що спочатку загинув Гордон. Пілот вертольота Майкл Дюрант попав до полону.
У травні 1994 року Гері Гордон і Ренді Шугарт були посмертно удостоєні Медалі Пошани. Це були перші нагородження цією нагородою з часів війни у В'єтнамі (з 1972 року).
На честь Шугарта названо транспортне судно ВМС США.
У фільмі «Падіння „Чорного ястреба“» роль Шугарта зіграв актор Джонні Стронг.

### Офіційний текст нагородження Ренді Шугарта Медаллю Пошани
| «Сержант першого класу Шутгарт, армія США, 3 жовтня 1993 року діючи у складі снайперської групи оперативної групи рейнджерів командування сил спеціальних операцій армії США в Могадишо, Сомалі, під час бойового зіткнення з противником продемонстрував неймовірну мужність та самопожертву, що перевищували звичайний службовий обов’язок. Снайперська група на чолі з майстром-сержантом Гордоном, перебуваючи під інтенсивним ворожим вогнем з автоматичної зброї та гранатометів, здійснювала прикриття з повітря у ході проведення операції та над місцями падіння 2-х вертольотів. Коли командир групи майстер-сержант Гордон з’ясував, що ведення ними вогню з вертольоту, що літає, не забезпечує надійного захисту на місці катастрофи другого вертольоту, він з сержантом першого класу Шутгартом добровільно без вагань став наполягати на їх висадці на землю щоб захистити 4-х важкопоранених військових, незважаючи на факт, який вони чітко усвідомлювали, зростаючої чисельності противника, що наближався до міста падіння. Після трьох наполегливих запитів, вони отримали дозвіл від командування на виконання цього завдання. Через ворожий вогонь та складності місцевості перша спроба висадитися не була вдалою. Тоді сержант першого класу Шутгарт зі своїм командиром майстром-сержантом Гордоном приземлилися на відстані 100 м південніше збитого вертольоту. Озброєні лише штатними снайперськими гвинтівками та пістолетами, вони під інтенсивним вогнем противника спромоглися пробитися через руїни до членів екіпажу, які були в критичному стані. Витягнув із збитого вертольоту пілота та інших вертолітників, снайпери організували кругову оборону, прикриваючи найбільш загрозливі напрямки. Сержант першого класу Шутгарт застосовуючи гвинтівку та пістолет вів бій проти сил противника, що його чисельно перевершували, до тих пір, доки йому вистачало набоїв й він не був смертельно поранений. Його відважні дії зберегли пілотові життя. Надзвичайний героїзм, безприкладна відданість своєму обов’язку, нерозривно пов’язані з дотриманням найвищих стандартів військових традицій, що були продемонстровані сержантом першого класу Шутгартом, викликають найвизначнішу повагу до нього, його частини та армії Сполучених Штатів.»[3] Оригінальний текст (англ.) Department of the Army, General Orders No. 13 (May 23, 1994) «Sergeant First Class Shughart, United States Army, distinguished himself by actions above and beyond the call of duty on 3 October 1993, while serving as a Sniper Team Member, United States Army Special Operations Command with Task Force Ranger in Mogadishu, Somalia. Sergeant First Class Shughart provided precision sniper fires from the lead helicopter during an assault on a building and at two helicopter crash sites, while subjected to intense automatic weapons and rocket propelled grenade fires. While providing critical suppressive fires at the second crash site, Sergeant First Class Shughart and his team leader learned that ground forces were not immediately available to secure the site. Sergeant First Class Shughart and his team leader unhesitatingly volunteered to be inserted to protect the four critically wounded personnel, despite being well aware of the growing number of enemy personnel closing in on the site. After their third request to be inserted, Sergeant First Class Shughart and his team leader received permission to perform this volunteer mission. When debris and enemy ground fires at the site caused them to abort the first attempt, Sergeant First Class Shughart and his team leader were inserted one hundred meters south of the crash site. Equipped with only his sniper rifle and a pistol, Sergeant First Class Shughart and his team leader, while under intense small arms fire from the enemy, fought their way through a dense maze of shanties and shacks to reach the critically injured crew members. Sergeant First Class Shughart pulled the pilot and the other crew members from the aircraft, establishing a perimeter which placed him and his fellow sniper in the most vulnerable position. Sergeant First Class Shughart used his long range rifle and side arm to kill an undetermined number of attackers while traveling the perimeter, protecting the downed crew. Sergeant First Class Shughart continued his protective fire until he depleted his ammunition and was fatally wounded. His actions saved the pilot's life. Sergeant First Class Shughart's extraordinary heroism and devotion to duty were in keeping with the highest standards of military service and reflect great credit upon him, his unit and the United States Army.» |